# Giralda (A-76)
El Giralda (A-76) és un motoveler de dos pals amb aparell quetx construït el 1958, propietat de l'Armada Espanyola i que va pertànyer originalment Joan de Borbó i Battenberg, pare del rei Joan Carles de Borbó i Borbó.

## Historial
Va ser construït per Morris and Mortimer a Argyll (Escòcia, Regne Unit) i va prendre el nom del primer vaixell Giralda, un buc  construït a Glasgow al 1894, que fou des de 1900 el iot reial, a partir de 1918 es va fer servir com a vaixel escola i després es dedicà a la recerca oceoanogràfica de l'IEO fins a l'any 1934.
Després de la mort de Don Joan el motoveler va ser donat a l'Armada, que el va incorporar l'agost de 1993 i l'utilitza com a vaixell escola a l'ENM de Marín.